# Gil González de Ávila
Gil Gonzáles de Ávila (1559 Ávila - 1658) byl španělský historik.
Své dětství strávil v Římě, kde se vzdělával u kardinála Deza. Po návratu do Španělska, ve věku dvaceti let, se usídlil v Salamance. Roku 1612 byl povolán do Madridu, kde byl jmenován historiografem krále Kastílie.

## Dílo
- Théâtre des choses grandes de Madrid
- Théâtre des églises d'Espagne
- Théâtre des Indes
- Histoire des antiquités de Salamanque